# Attisches Grabrelief (NAMA 4464)

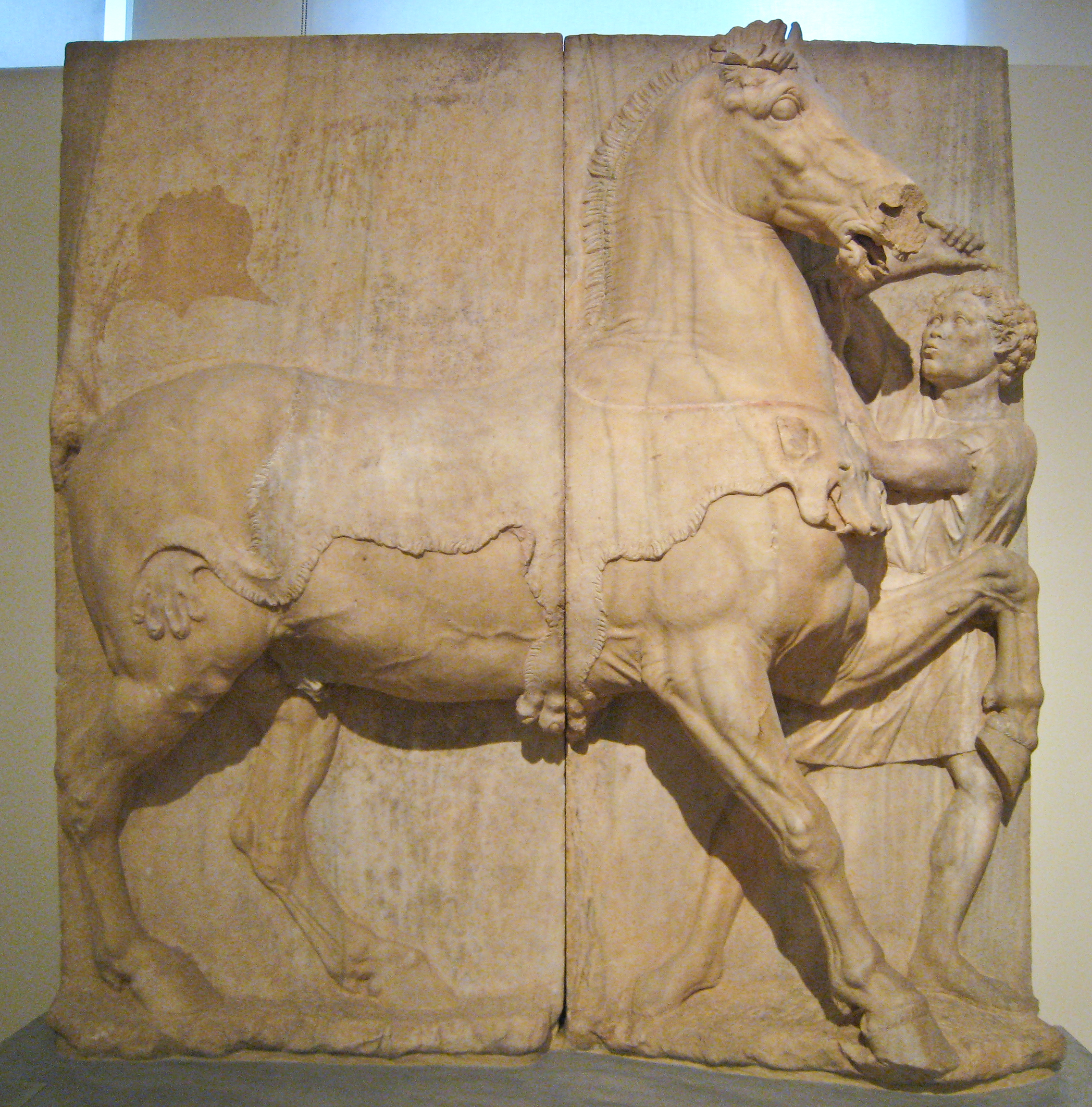
Komplette Seitenansicht der erhaltenen Teile des Grabreliefs

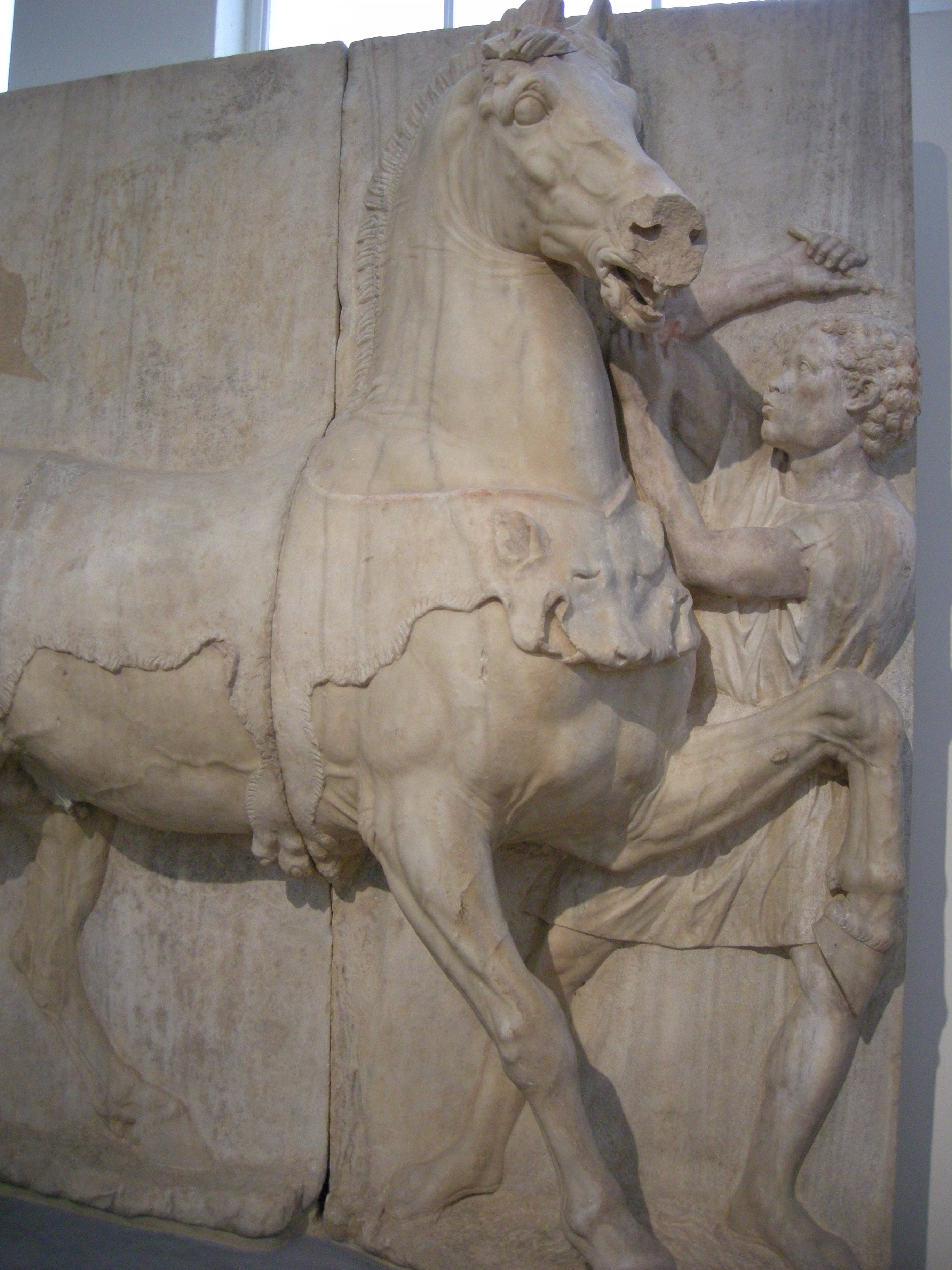
Halbfrontale Detailansicht

Ein Attisches Grabrelief, manchmal auch als Grabrelief des Mithridates bezeichnet, wird im Archäologischen Nationalmuseum Athen (NAMA) ausgestellt, wo es die Inventarnummer 3344 hat. Die Datierung ist umstritten.
Von dem Relief aus Pentelischem Marmor sind zwei Platten erhalten, eine dritte links, auf der mindestens noch der Schweif des Pferdes zu sehen war, muss angenommen werden. Zentraler Blickfang ist ein nach rechts laufendes Pferd, dessen Kopf nach rechts aus dem Relief heraus geneigt ist. Das linke Vorderbein ist weit angehoben und angewinkelt, das rechte Vorderbein gestreckt und auf dem Boden aufgesetzt, ebenso die Hinterbeine, wobei besonders das linke nur wenig aus dem Reliefhintergrund herausgearbeitet ist. Auf dem Rücken des Pferdes liegt ein Pantherfell, es reicht bis vor die Brust. An der linken Vorderseite steht ein Stallbursche, der mit einer Peitsche ausholt um das Pferd zu schlagen, was auch die angstvolle Haltung des Pferdekopfes erklärt. Er trägt einen chiton und hohe Stiefel (endromides), Letztere waren vor allem über die Bemalung zu erkennen, sind aber noch sicher über die heraus gearbeiteten Sohlen nachzuweisen. Sein Haar trägt er kurz. Die Locken kennzeichnen ihn als einen exotischen Fremden. Es handelt sich wohl um einen Sklaven aus Afrika, am ehesten wohl aus Äthiopien.
Araber und Afrikaner wurden seit dem 4. Jahrhunderts v. Chr. in der griechischen Kunst gezeigt. Somit wird das 1948 nahe der U-Bahn-Station Larisa gefundene 2 Meter hohe und 1,9 Meter breite Relief meist gegen Ende des 4. Jahrhunderts v. Chr. datiert. Andere Datierungen weisen das gut erhaltene Relief, bei dem bis auf kleinere andere Bestoßungen einzig die Pferdeschnauze fehlt, in das 1. Jahrhundert v. Chr. Während man bei einer frühen Datierung davon ausgeht, dass das Relief zu einem größeren Grabnaïskos gehörte, wird das Relief bei der späteren Datierung häufig mit einem Ehrenmal für den pontischen König Mithridates VI. in Verbindung gebracht.